# 特罗伊巴赫
特罗伊巴赫是奥地利上奥地利州因河畔布劳瑙县的一个市镇。总面积13.02平方公里，总人口749人，人口密度57.5人/平方公里（2005年）。